# روزاریو لاتوشن
روزاریو لاتوشن (انگلیسی: Rosario Latouchent؛ زادهٔ ۲۱ مارس ۱۹۹۶) بازیکن فوتبال است.
وی همچنین در تیم ملی فوتبال France U16 بازی کرده‌است.